# Ơ̆
Ơ̆ (minuscule : ơ̆), appelé O cornu brève, est une lettre latine utilisée dans l’écriture du bahnar, du chru et du jaraï.
Il s’agit de la lettre O diacritée d’une corne et d’une brève.

## Représentations informatiques
Le O cornu brève peut être représenté avec les caractères Unicode suivants : 
- précomposé (latin étendu additionnel, diacritiques) :

| formes    | représentations | chaînes de caractères | points de code | descriptions                                      |
| --------- | --------------- | --------------------- | -------------- | ------------------------------------------------- |
| majuscule | Ơ̆               | Ơ◌̆                    | U+01A0 U+0306  | lettre majuscule latine o cornu diacritique brève |
| minuscule | ơ̆               | ơ◌̆                    | U+01A1 U+0306  | lettre minuscule latine o cornu diacritique brève |

- décomposé et normalisé NFD (latin de base, diacritiques) :

| formes    | représentations | chaînes de caractères | points de code       | descriptions                                                  |
| --------- | --------------- | --------------------- | -------------------- | ------------------------------------------------------------- |
| majuscule | Ơ̆               | O◌̛◌̆                   | U+004F U+031B U+0306 | lettre majuscule latine o diacritique cornu diacritique brève |
| minuscule | ơ̆               | o◌̛◌̆                   | U+006F U+031B U+0306 | lettre minuscule latine o diacritique cornu diacritique brève |